# Parablastothrix sugonjaevi
Parablastothrix sugonjaevi is een vliesvleugelig insect uit de familie Encyrtidae. De wetenschappelijke naam is voor het eerst geldig gepubliceerd in 1981 door Logvinovskaya.